# Khalid Khannouchi
Khalid Khannouchi (in arabo خالد خنّوشي‎?; Meknès, 22 dicembre 1971) è un ex maratoneta e mezzofondista marocchino naturalizzato statunitense.

## Biografia
Ha detenuto il record mondiale sulla distanza della maratona e della corsa sui 20 km su strada. Egli è anche uno dei cinque atleti che abbiano battuto il record sulla distanza della maratona per più di una volta ed uno dei quattro che abbia battuto il proprio record sulla stessa distanza (gli altri sono James Peters, Derek Clayton e Haile Gebrselassie).
Khalid ebbe delle discussioni con la federazione di atletica leggera del Marocco, sulle spese di allenamento, e si trasferì a Brooklyn, New York nel 1992 assieme a tre suoi amici. Sposò la statunitense Sandra Inoa nel 1996 che divenne la sua allenatrice ed agente. Khalid divenne cittadino statunitense il 2 maggio 2000.

## Palmarès
- 1993
  - Universiadi, vincitore dei 5000 metri piani a Buffalo.
- 1997
  - Maratona di Chicago, vincitore con il tempo di 2:07:10, quarto tempo assoluto nella maratona.
- 1998
  - Maratona di Chicago,  secondo posto in 2:07:19
  - Giro podistico internazionale di Castelbuono, primo posto
  - Peachtree Road Race 10 km, primo in 27:47
  - Falmouth Road Race, 7,1 miglia, primo in 31:48
  - New Haven,  20 km,  vincitore con il record del mondo su strada (57:37)
- 1999
  - Maratona di Chicago, vincitore con il tempo record di 2:05:42
  - Peachtree Road Race, 10 km, vincitore (27:45)
- 2000
  - Maratona di Londra, terzo posto (2:08:36)
  - Maratona di Chicago, vincitore (2:07:01)
- 2002
  - Maratona di Londra, vincitore con il record del mondo (2:05:38)
  - Maratona di Chicago, vincitore (2:05:56), divenendo il primo atleta al mondo ad andare sotto il tempo di 2:06 per due volte nello stesso anno
  - Inserito al #1 della classifica mondiale dei maratoneti dalla rivista Track & Field News e dalla stessa riconosciuto atleta statunitense dell'anno.
- 2004
  - Maratona di Chicago, quinto posto (2:08:44)
- 2006
  - Maratona di Londra, quarto posto (2:07:04), al ritorno di un grave infortunio.
- 2007
  - Maratona di Londra, ritirato.
  - Trials per la maratona olimpica a New York City, quarto posto (2:12:34)Risultato

Khannouchi fu il primo maratoneta ad infrangere la barriera dei 2:06:00. Perse il proprio record per opera di Paul Tergat il 28 settembre 2003.